# Derambila satelliata
Derambila satelliata là một loài bướm đêm trong họ Geometridae.